# Brooke Raboutou
Brooke Raboutou (Boulder, 9 de abril de 2001) es una deportista estadounidense que compite en escalada.
Participó en dos Juegos Olímpicos de Verano, obteniendo una medalla de plata en París 2024, en la prueba combinada, y el quinto lugar en Tokio 2020, en la misma prueba.
Ganó una medalla de bronce en el Campeonato Mundial de Escalada de 2023 y una medalla de plata en los Juegos Panamericanos de 2023.

## Palmarés internacional
| Juegos Olímpicos     | Juegos Olímpicos | Juegos Olímpicos  | Juegos Olímpicos |
| Año                  | Lugar            | Medalla           | Prueba           |
| -------------------- | ---------------- | ----------------- | ---------------- |
| 2024                 | París (Francia)  | Medalla de plata  | Combinada        |
| Campeonato Mundial   |                  |                   |                  |
| Año                  | Lugar            | Medalla           | Prueba           |
| 2023                 | Berna (Suiza)    | Medalla de bronce | Bloques          |
| Juegos Panamericanos |                  |                   |                  |
| Año                  | Lugar            | Medalla           | Prueba           |
| 2023                 | Santiago (Chile) | Medalla de plata  | Combinada        |